# Municipio de Franklin (condado de Chester)
El municipio de Franklin (en inglés: Franklin Township) es un municipio ubicado en el condado de Chester en el estado estadounidense de Pensilvania. En el año 2000 tenía una población de 3850 habitantes y una densidad de población de 112.2 personas por km².

## Geografía
El municipio de Franklin se encuentra ubicado en las coordenadas 39°46′14″N 75°49′31″O / 39.77056, -75.82528.

## Demografía
Según la Oficina del Censo en 2000 los ingresos medios por hogar en la localidad eran de $81 085 y los ingresos medios por familia eran de $89 718. Los hombres tenían unos ingresos medios de $55 208 frente a los $36 250 para las mujeres. La renta per cápita de la localidad era de $28 057. Alrededor del 1,7% de la población estaba por debajo del umbral de pobreza.